# Micropanchax pfaffi
Micropanchax pfaffi és una espècie de peix de la família dels pecílids i de l'ordre dels ciprinodontiformes.

## Descripció
- Pot arribar a fer 3,5 cm de llargària màxima.[3][4]

Els mascles poden assolir els 3,5 cm de longitud total.

## Hàbitat
És un peix d'aigua dolça, bentopelàgic, potamòdrom i de clima tropical (22 °C-26 °C).

## Distribució geogràfica
Es troba a Àfrica: el Sudan, el Níger, la Costa d'Ivori, Ghana, Burkina Faso, el Txad, el Camerun, Egipte i la República Centreafricana.
Es troba a Àfrica: Sudan, Níger, Guinea, Costa d'Ivori, Ghana, Burkina Faso, el Txad, Camerun, Egipte i la República Centreafricana.

## Vida en captivitat
És molt difícil de mantindre'l en un aquari.

## Observacions
És inofensiu per als humans.